# 105-я гвардейская воздушно-десантная дивизия
105-я гвардейская воздушно-десантная Венская Краснознамённая дивизия — соединение воздушно-десантных войск Вооружённых Сил СССР и Вооружённых сил Узбекистана.

## История

### Послевоенный период
Предшественником 105-й гв.вдд является 105-я гвардейская стрелковая Венская Краснознамённая дивизия.
С 12 мая по 7 июня 1945 года 105-я дивизия находилась на демаркационной линии, несла службу, приводила в порядок материальную часть и вооружение.
С 7 июня по 5 июля 1945 года дивизия совершила 700-километровый марш и дислоцировалась в 35 километрах северо-восточнее г. Будапешт, где вошла в состав Центральной группы войск.
С 16 января по 16 февраля 1946 года происходит очередная передислокация частей дивизии с сосредоточением в г. Тейково Ивановской области.
Состав 105-й гвардейской стрелковой дивизии на январь 1946 года:
- управление
- 331-й гвардейский стрелковый полк
- 345-й гвардейский стрелковый полк
- 349-й гвардейский стрелковый полк
- 56-я дивизионная артиллерийская бригада (трёхполкового состава)
- 121-й отдельный гвардейский истребительно-противотанковый дивизион
- 104-й отдельный гвардейский зенитно-артиллерийский дивизион
- 114-я отдельная гвардейская разведывательная рота
- 192-й отдельный гвардейский батальон связи
- 116-я отдельная рота химической защиты
- 137-й отдельный гвардейский сапёрный батальон
- 312-я автотранспортная рота
- 181-й медико-санитарный батальон

### Первое формирование дивизии
3 июня 1946 года на основании постановления Совета Министров СССР 105-я гвардейская стрелковая дивизия была переформирована по штатам воздушно-десантных войск и переименована в 105-ю гвардейскую воздушно-десантную Венскую Краснознамённую дивизию, со вхождением в состав 38-го гвардейского воздушно-десантного корпуса.
105-я гв.вдд организационно состояла из штаба, 331-го и 345-го гвардейских парашютно-десантных полков, 165-го гвардейского артиллерийского полка, отдельных частей и подразделений боевого и тылового обеспечения.
19 ноября 1947 года дивизии было вручено Боевое знамя.
В 1955 году в состав дивизии был введён 111-й гвардейский парашютно-десантный полк из расформированной 11-й гвардейской воздушно-десантной дивизии.

### Дивизия в Туркестанском военном округе
В 1960 году 105-я дивизия без 331-го гвардейского парашютно-десантного полка была передислоцирована в Туркестанский военный округ.
1 ноября 1960 года в состав дивизии взамен 331-го полка был включён 351-й гвардейский парашютно-десантный полк, ранее находившийся в составе 106-й гвардейской воздушно-десантной дивизии.
В 1960 году 165-й гвардейский артиллерийский полк был переформирован в 487-й отдельный гвардейский артиллерийский дивизион, а 148-й отдельный истребительно-противотанковый дивизион переформирован в 98-ю отдельную батарею управляемых противотанковых установок.
5 апреля 1962 года 487-й отдельный гвардейский артиллерийский дивизион был переформирован в 1181-й гвардейский артиллерийский полк, а на базе 98-й отдельной батареи управляемых противотанковых установок был сформирован 892-й отдельный реактивный дивизион.
В 1971 году 157-й отдельный отряд тяжёлой воздушно-десантной техники был переформирован в 612-й отдельный батальон десантного обеспечения.
По замыслу руководства ВС СССР 105-я дивизия, в отличие от других соединений воздушно-десантных войск, должна была специализироваться на ведении боевых действий в горной и пустынной местности.
В 1967 году за достигнутые успехи в боевой подготовке и в ознаменовании 50-й годовщины Великой Октябрьской социалистической революции дивизия была награждена Памятным знаменем ЦК КПСС, Совета Министров и ВЦСПС, а 17 офицеров были награждены орденами и медалями.
В 1968 году было проведено двустороннее полковое учение 111-го парашютно-десантного полка (командир полка подполковник Буданов Б. М.) и 351-го парашютно-десантного полка (командир полка подполковник Жигульский П. Г.) с десантированием. Личный состав показал твердые навыки и умения по действиям в горно-пустынной местности и получил высокую оценку со стороны вышестоящего командования.
В 1969 году 111-й полк участвовал в тактическом учении совместно с войсками Среднеазиатского военного округа и получил хорошую оценку. Полковые учения с 345-м и 351-м парашютно-десантными полками, проводимые командиром дивизии, также были оценены на оценку «хорошо».
В 1970 году 111-й полк участвовал в учениях «Восток-70», которыми руководил Маршал Советского Союза Москаленко К.С. Действия десантников были оценены на «отлично».
В 1972 году 105-я дивизия подвергалась инспекторской проверке МО СССР. Соединение получило твердую хорошую оценку, а 345-й полк, награждённый в июле вымпелом Министра обороны СССР «За мужество и воинскую доблесть», был оценён на «отлично».
В 1973 году 111-й полк проводил учения совместно с войсками Среднеазиатском военном округе в 300 километрах северо-восточнее от места дислокации в г.Фрунзе. Полк должен был «уничтожить» отдельный ракетный дивизион танковой дивизии. Полк десантировался на четыре площадки приземления, что позволило сразу же окружить весь район сосредоточения дивизиона. Генерал армии Лященко Н.Г., впервые наблюдавший подобные действия десантников, поблагодарил их за смелость и инициативу и выставил полку отличную оценку.
1 октября 1976 года 892-й отдельный реактивный дивизион был переформирован в реактивную батарею 1181-го гвардейского артиллерийского полка, а на базе 188-й отдельной ремонтной мастерской сформировали 46-й отдельный ремонтно-восстановительный батальон.
В 1976 году началось перевооружение дивизии на БМД-1, которые первоначально поступили в 100-ю отдельную разведывательную роту дивизии, а затем в 345-й полк. В 1977 году началось перевооружение 351-го полка.
Личный состав планомерно подготавливался к боевым действиям в горно-пустынной местности.
Проводились учения по выброске воздушных десантов с целью захвата господствующих горных высот и перевалов в случае войны. С этой целью в 1967 году 1-й парашютно-десантный батальон 111-го полка выбрасывали на горное плато на высоте 3600 метров. О сложности горной подготовки можно судить по такому факту, что из тактической группы в 200-и бойцов из разведчиков 100-й отдельной гвардейской разведывательной роты и 1-й парашютно-десантной роты 345-го полка, при восхождении на пик Урожай высотой 4000 метров Алайского хребта (категория сложности восхождения по YDS — 2А), смогли взойти на вершину только 15 человек.
В 1975 году 100-я отдельная рота покорила Дугоба (пик) (4200 метров, по YDS, в зависимости от маршрута — от 2А до 3А). 
2 августа 1976 года 100-я отдельная рота покорила находящуюся рядом с пиком Дугоба, ранее безымянную вершину Алайского хребта высотой 4664 метров, дав ей название Пик 46-летия ВДВ.
Также части дивизии проводили регулярные войсковые учения в пустыне Каракумы.

### Состав дивизии 1-го формирования

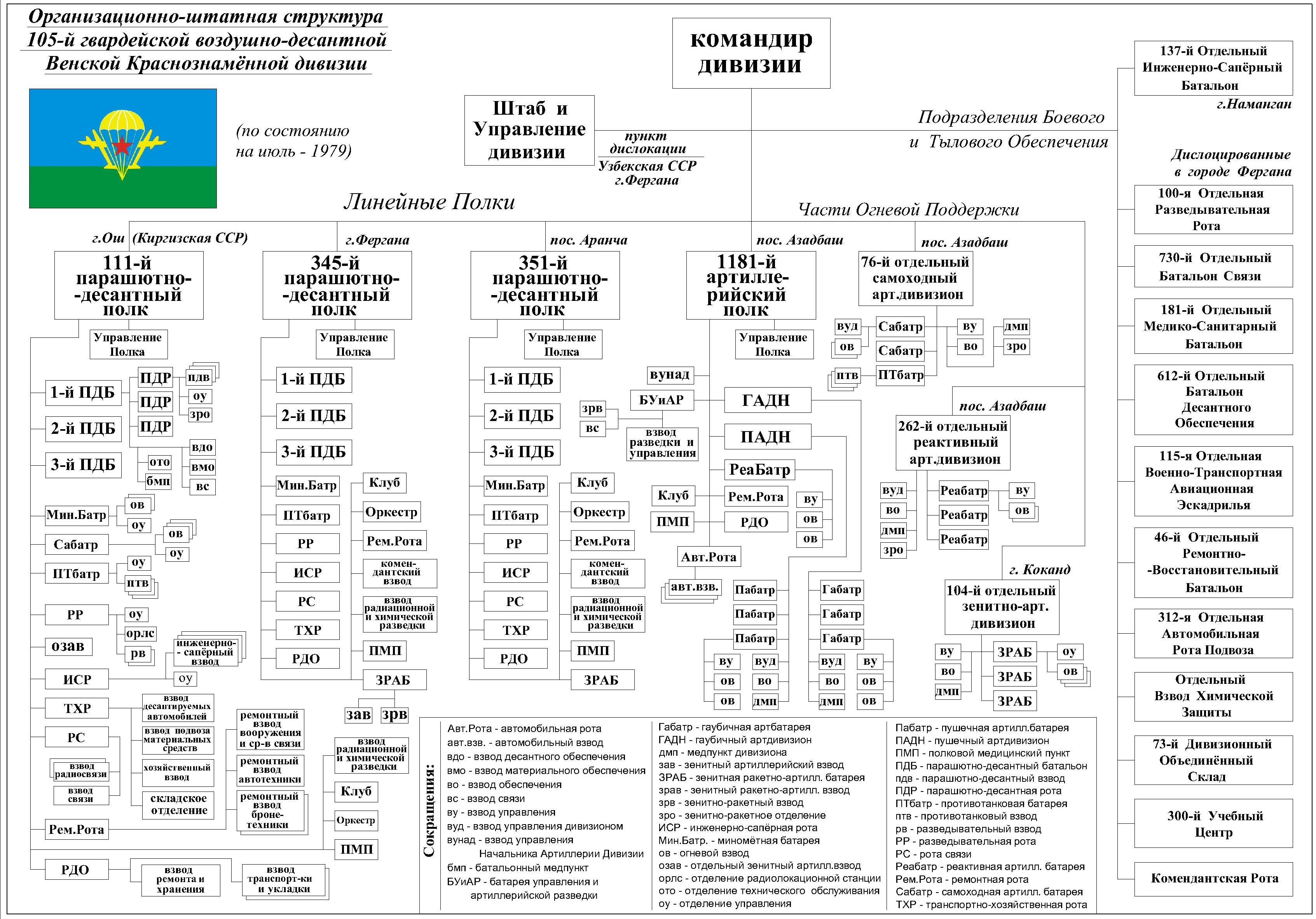
Организационно-штатная структура 105-й гвардейской воздушно-десантной дивизии.
Июль 1979 года.

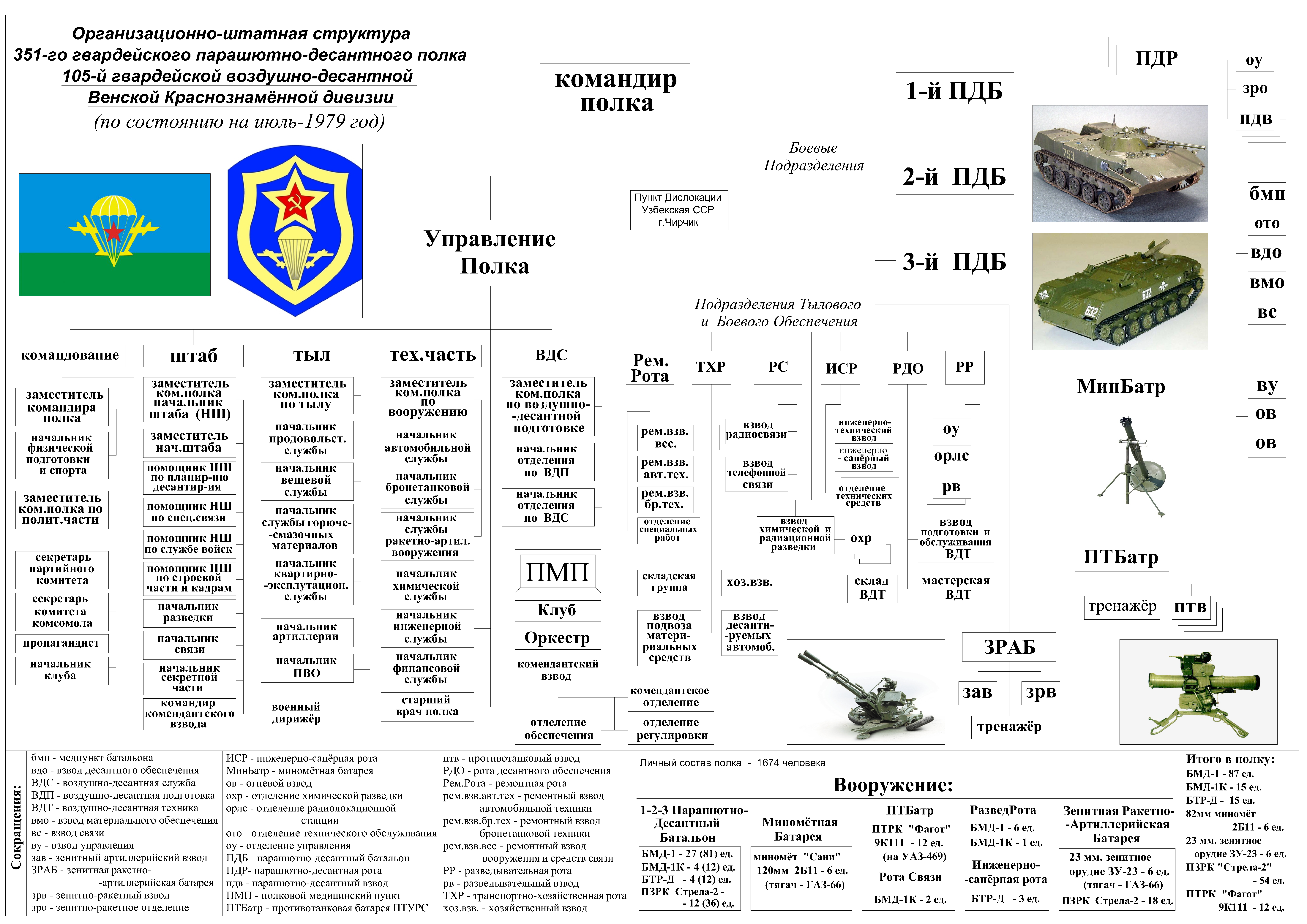
Организационно-штатная структура 351-го гвардейского парашютно-десантного полка 105-й дивизии на июль 1979 года

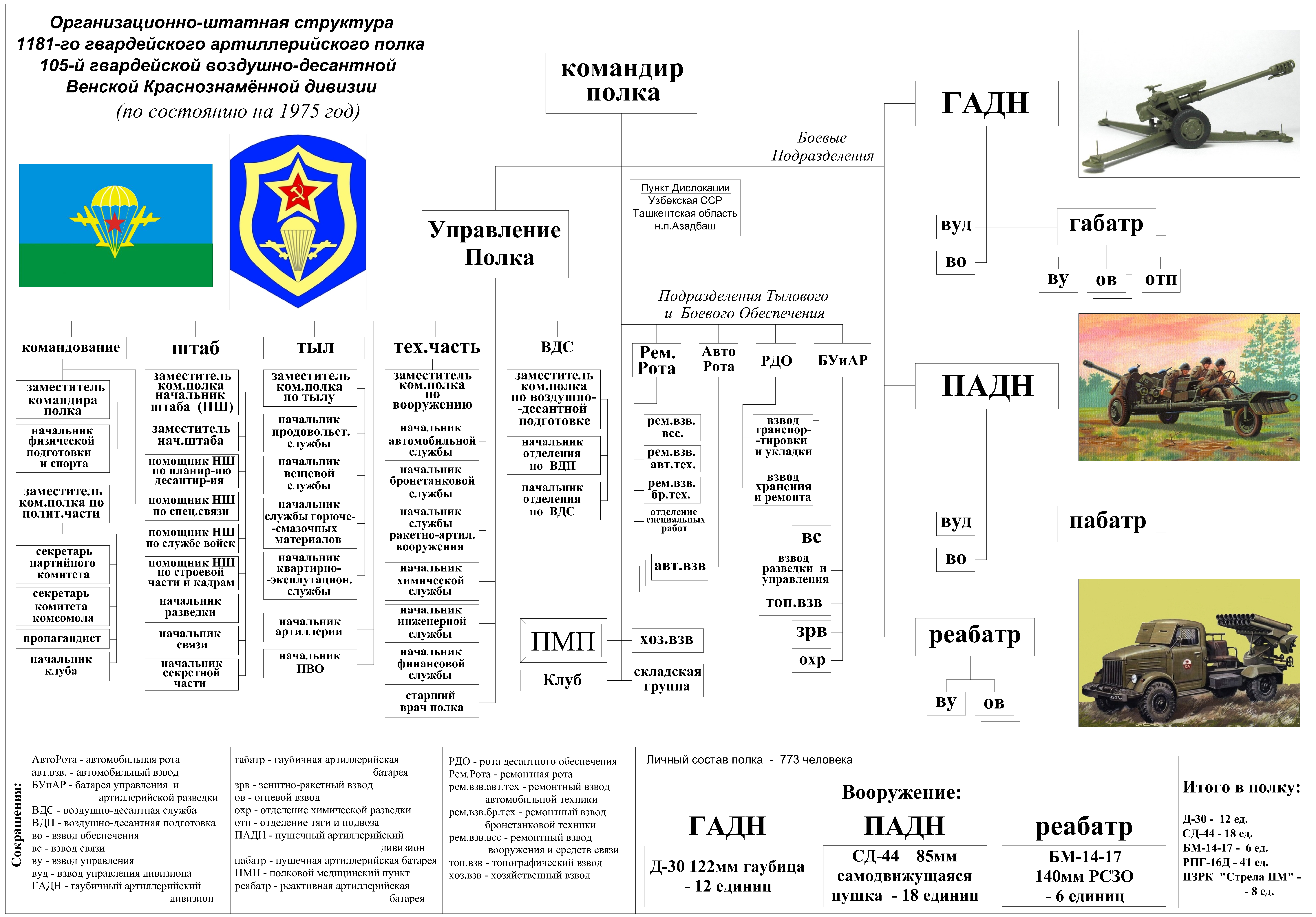
Организационно-штатная структура 1181-го гвардейского артиллерийского полка 105-й дивизии на 1975 год.

К лету 1979 года состав 105-й дивизии был следующим:
- 111-й гвардейский парашютно-десантный полк («пеший полк» на ГАЗ-66);
- 345-й гвардейский парашютно-десантный полк (на БМД-1);
- 351-й гвардейский парашютно-десантный полк (на БМД-1);
- 1181-й гвардейский артиллерийский полк;
- 76-й отдельный гвардейский самоходный артиллерийский дивизион;
- 262-й отдельный гвардейский реактивный артиллерийский дивизион;
- 104-й отдельный гвардейский зенитно-артиллерийский дивизион;
- 100-я отдельная гвардейская разведывательная рота;
- 730-й отдельный гвардейский батальон связи;
- 137-й отдельный гвардейский инженерно-сапёрный батальон;
- 46-й отдельный ремонтно-восстановительный батальон;
- 612-й отдельный батальон десантного обеспечения;
- 312-я отдельная автотранспортная рота;
- 73-й дивизионный объединённый склад;
- 300-й учебный центр;
- 181-й медицинский батальон;
- отдельный взвод химической защиты;
- комендантская рота;
- 115-я отдельная военно-транспортная авиационная эскадрилья.

Дислокация частей дивизии происходила в 5-и населённых пунктах 4-х областей Узбекской ССР (Фергана, Азадбаш, Наманган, Коканд, Аранча) и в городе Ош Киргизской ССР.
Самые удалённые части дивизии — 351-й полк, 76-й и 262-й отдельные дивизионы дислоцировались в посёлках Аранча и Азадбаш под г. Чирчик Ташкентской области на удалении 330 километров (по автомобильной дороге) от штаба 105-й дивизии дислоцированной в г. Фергана.
Вооружение и личный состав линейных полков дивизии различались.
111-й полк являлся так называемым «пешим полком» — штатным средством передвижения в парашютно-десантных ротах были автомобили ГАЗ-66. В 345-м и 351-м полках личный состав линейных рот имел на вооружении БМД-1. Но в отличие от 345-го и 351-го полков, полковая артиллерия которой была представлена только одной миномётной батареей 120мм ПМ-43, в «пешем» 111-м полку кроме указанной миномётной батареи входила ещё самоходная артиллерийская батарея из 10-и авиадесантных самоходных орудий АСУ-57.
Штатная численность личного состава парашютно-десантных полков на БМД-1 составляла 1674 человек. «Пешего» 111-го полка — 1697 человек.
Личный состав 1181-го артиллерийского полка — 773 человека.
Штатная численность личного состава всей 105-й дивизии — 7962 человека.

## Расформирование дивизии
К лету 1979 года руководство ВС СССР принимает решение об увеличении числа десантно-штурмовых частей на Западном направлении. Усиление на западном направлении предполагалось из-за ухудшения мировой обстановки и напряжения в противостоянии в Холодной Войне.
Поводом для создания десантно-штурмовых формирований в конце 60-х годов, послужил пересмотр тактических приёмов в борьбе с противником в случае полномасштабной войны. Ставка делалась на концепцию применения массированных десантов в ближнем тылу противника, способных дезорганизовать оборону. Техническую возможность для подобного десантирования предоставлял существенно увеличившийся к этому времени парк транспортных вертолётов в армейской авиации.
В связи с эти предполагалось расформировать одно из соединений ВДВ для создания нескольких отдельных десантно-штурмовых бригад (одшбр) в составе сухопутных войск, которые должны были быть переброшены к западным границами СССР, в Южную группу войск (ЮГВ) и в Группу советских войск в Германии (ГСВГ). 
Выбор руководства пал на 105-ю дивизию, как расположенную на малозначительном юго-восточном направлении.
Директива № 314/3/00746 Генерального штаба ВС СССР от 3 августа 1979 года предписала начать частям дивизии расформирование с 15 октября того же года.
Из полков и отдельных частей и подразделений боевого и тылового обеспечения происходило формирование новых отдельных десантно-штурмовых бригад и отдельных десантно-штурмовых батальонов.
Переформирование не коснулось только 345-го полка, который со статусом «отдельный» был выведен из состава дивизии.
В результате расформирования дивизии были созданы следующие формирования передислоцированные в следующие военные округа (группы войск):
- 35-я отдельная гвардейская десантно-штурмовая бригада ГСВГ — создана на базе 111-го полка и 104-го отдельного зенитного артиллерийского дивизиона;
- 38-я отдельная гвардейская десантно-штурмовая Венская Краснознамённая бригада БелВО — создана на базе Управления 105-й дивизии;
- 40-я отдельная десантно-штурмовая бригада ОдВО — создана на базе 612-го отдельного батальона десантного обеспечения и 100-й отдельной разведывательной роты 105-й дивизии;
- 56-я отдельная гвардейская десантно-штурмовая бригада ТуркВО — создана на базе 2-го и 3-го парашютно-десантного батальона 351-го полка;
- 902-й отдельный десантно-штурмовой батальон ЮГВ — создан на базе 3-го парашютно-десантного батальона 351-го полка;
- 1044-й отдельный десантно-штурмовой батальон ГСВГ — создан на базе 1-й  и 8-й парашютно-десантных рот 111-го полка;
- 899-й отдельный десантно-штурмовой батальон ГСВГ — создан на базе 1-го парашютно-десантного батальона 351-го полка, 76-го отдельного самоходного дивизиона и одной батареи 104-го отдельного зенитного артиллерийского дивизиона.
- 900-й отдельный десантно-штурмовой батальон ГСВГ — создан на базе 1-го парашютно-десантного батальона 351-го полка;
- 345-й отдельный гвардейский парашютно-десантный полк ТуркВО — был усилен гаубичным артиллерийским дивизионом 1181-го артиллерийского полка и получил статус «отдельный».

Поскольку до полного окончания расформирования 105-й дивизии, 12 декабря 1979 года Политбюро ЦК КПСС принял постановление о положении дел в Демократической Республике Афганистан и решение о вводе войск — военное руководство СССР решило не перебрасывать 56-ю бригаду на западное направление и не расформировывать 345-й полк, а оставить их в подчинении ТуркВО с последующим вводом на территорию Афганистана.
Передислоцированный в июле 1979 года в Афганистан на авиабазу Баграм 1-й парашютно-десантный батальон 111-го полка, после официального ввода войск был включён в состав 345-го отдельного полка.
Поспешность в принятии решения о расформировании 105-й дивизии вскоре показало свою глубокую ошибочность — воздушно-десантное соединение, специально адаптированное для ведения боевых действий в горно-пустынной местности непродуманно и поспешным образом было расформировано, а в Афганистан в конечном счёте была отправлена 103-я гвардейская воздушно-десантная дивизия, личный состав которой не имел никакой подготовки для ведения боевых действий на подобном театре военных действий:
Неизвестная дивизия. 105-я гвардейская воздушно-десантная Венская Краснознамённая дивизия (горно-пустынная).:

«…в 1986 году приезжал Командующий ВДВ генерал армии Сухоруков Д. Ф., он сказал тогда, какие мы были глупцы, расформировав 105-ю воздушно-десантную дивизию, ведь она была предназначена для ведения боевых действий в горно-пустынной местности. А мы вынуждены были затратить огромные средства для доставки в Кабул по воздуху 103-ю воздушно-десантную дивизию…»

## Второе формирование дивизии

### Планы второго формирования
В 1988 году, на первом этапе вывода советских войск из Афганистана, на территорию ТуркВО в г.Иолотань Туркменской ССР была выведена 56-я бригада, а на заключительном этапе вывода войск в 1989 году 345-й полк был выведен в г. Кировабад Азербайджанской ССР и включён в состав 104-й гвардейской воздушно-десантной дивизии.
В 1990 году руководством ВС СССР вновь было принято решение о воссоздании 105-й дивизии — как соединения ВДВ, специализированного для ведения боевых действий в горной и пустынной местности, на месте прежней дислокации в ТуркВО (к тому моменту САВО был упразднён и включён в состав ТуркВО).
Первоначально планировалось создать её на базе 345-го полка, к которому должны были присоединить 2 парашютно-десантных полка созданных на базе 11-й и 13-й отдельных десантно-штурмовых бригад, которые предполагалось передислоцировать из состава ЗабВО (н.п.Могоча) и ДВО (н.п.Магдагачи). Однако в связи с начавшимся Распадом СССР передислокация 11-й и 13-й бригад были отменены. А 345-й полк был выведен из Афганистана годом ранее в ЗакВО, и на его передислокацию требовались большие средства.
18 августа 1990 года была издана директива Министра обороны СССР, в которой указывалось, что к 30 декабря 1990 года на базе 56-й бригады, должна была быть сформирована 105-я гвардейская воздушно-десантная ордена Отечественной войны дивизия. Орден Отечественной войны I степени сохранялся от 56-й бригады. Началась работа по формированию штатов частей и подразделений, укомплектованию дивизии вооружением, боевой техникой, материальными средствами.

### Начало формирования
На основании директивы Генерального штаба ВС СССР срок формирования перенесён до 30 апреля 1991 года.
В марте-апреле 1991 года началась передислокация из состава 103-й гвардейской воздушно-десантной дивизии дислоцированной в г.Витебск Белорусской ССР в Фергану 1179-го гвардейского артиллерийского Краснознамённого полка, 105-го отдельного гвардейского зенитно-ракетного дивизиона и 609-го отдельного батальона десантного обеспечения. Передислокация производилась железнодорожными эшелонами от Витебска до г.Маргелан Ферганской области и далее автоколонной до Ферганы.
В 1991 году в Фергане приступили к формированию частей и подразделений боевого и тылового обеспечения. Основой для них стал бывший 387-й отдельный учебный парашютно-десантный полк.
387-й учебный полк был создан на базе 387-го гвардейского парашютно-десантного полка, который был передислоцирован в Фергану из состава 104-й воздушно-десантной дивизии ЗакВО в 1982 году, для подготовки рядового состава частей ВДВ для дальнейшей службы в ОКСВА.
В связи с выводом войск из Афганистана, нужда в учебном полку отпала. И на основании директивы Министра обороны СССР от 28 апреля 1988 года и директивы Генерального штаба от 4 октября 1988 года к 30 декабря 1988 года переформирован в 387-й отдельный парашютно-десантный полк.
На базе 387-го полка формировались:
- 601-й отдельный ремонтно-восстановительный батальон;
- 181-й отдельный медицинский батальон;
- 1388-й отдельный батальон материального обеспечения;
- 796-й отдельный батальон связи, формировался на базе роты связи 387-го полка
- 395-й отдельный инженерно-сапёрный батальон;
- 100-я отдельная разведывательная рота.

1 сентября 395-й отдельный инженерно-сапёрный батальон вместе со 105-м отдельным гвардейским зенитно-ракетным дивизионом был передислоцирован в г. Наманган.
Дислокация батальонов дивизионного комплекта была определена в г. Фергана рядом с военным городком 387-го полка.
387-й отдельный полк на основании директивы МО СССР от 18 августа 1990 года был переведён на штат парашютно-десантного полка и включён в состав 105-й дивизии.
На основании директивы МО СССР от 21 марта 1991 года к 1 октября 1991 года 387-й полк переведён на особый штат горно-пустынного парашютно-десантного полка.
В связи с выводом в мае 1991 года из ГСВГ в г.Капчагай Казахской ССР 35-й гвардейской отдельной десантно-штурмовой бригады (который был сформирован в 1979 году из 111-го полка), директивой Генерального штаба ВС СССР от 17 декабря 1991 года № 314/3/01389 приказано сформировать на базе данной бригады 111-й гвардейский парашютно-десантный полк. Формирование полка планировалось завершить к 1 октября 1992 года. Пункт дислокации — г. Капчагай, бывший военный городок 22-й отдельной бригады специального назначения. Соответственно 56-я бригада, должна была быть переформирована в 351-й гвардейский парашютно-десантный полк.
На время полного переформирования в полки — 35-я и 56-я бригады были переименованы в отдельные гвардейские воздушно-десантные бригады.
17 августа 1991 года директивой Первого заместителя Министра обороны СССР, формирование управления 105-й гвардейской воздушно-десантной дивизии на базе 56-й бригады было отменено и началось его формирование на базе 1179-го гвардейского артиллерийского Краснознамённого полка.
Таким образом, дивизия получила наименование 105-я гвардейская воздушно-десантная Краснознамённая дивизия (горно-пустынная). Орден Красного Знамени и гвардейское наименование перешли по правопреемственности от 1179-го гвардейского артиллерийского Краснознамённого полка. Сам 1179-й артиллерийский полк был переформирован в 530-й артиллерийский полк, без гвардейского статуса.

### Состав дивизии 2-го формирования
Состав формируемой 105-й гвардейской воздушно-десантной Краснознамённой дивизии на декабрь 1991 года:
- 35-я отдельная гвардейская воздушно-десантная бригада, г. Капчагай Казахской ССР — готовилась к переформированию в 111-й полк;
- 56-я отдельная гвардейская воздушно-десантная бригада, г. Иолотань Туркменской ССР — готовилась к переформированию в 351-й полк;
- 387-й горно-пустынный парашютно-десантный полк, г. Фергана Узбекской ССР;
- 530-й артиллерийский полк, г. Фергана — бывший 1179-й гвардейский артиллерийский полк 103-й гвардейской воздушно-десантной дивизии;
- 105-й отдельный гвардейский зенитно-артиллерийский дивизион, г.Наманган Узбекской ССР — переведён из состава 103-й дивизии;
- 100-я отдельная гвардейская разведывательная рота, г. Фергана;
- 796-й отдельный гвардейский батальон связи, г. Фергана;
- 395-й отдельный гвардейский инженерно-сапёрный батальон, г. Наманган;
- 601-й отдельный ремонтно-восстановительный батальон, г. Фергана;
- 609-й отдельный батальон десантного обеспечения, г. Фергана — переведён из состава 103-й дивизии;
- 1388-й отдельный батальон материального обеспечения, г. Фергана;
- 73-й дивизионный объединённый склад, г. Фергана;
- 300-й учебный центр, г. Фергана;
- 181-й медицинский батальон, г. Фергана;
- отдельная рота химической защиты, г. Фергана;
- комендантская рота, г. Фергана;
- 115-я отдельная военно-транспортная авиационная эскадрилья, г. Фергана.

На тот момент это была единственная дивизия в составе Советской армии, восточнее Урала, которая одновременно дислоцировалась на территории 3-х союзных республик — в Казахской ССР, Туркменской ССР и Узбекской ССР.

### Прекращение формирования
26 декабря 1991 года СССР распался. Части 105-й дивизии оказались на территории трёх независимых государств. 
7 мая 1992 года в Алматы, в ходе межгосударственных переговоров, 35-я бригада была передана в состав Вооружённых сил Казахстана.
12 мая 1992 года в Ташкенте прошла встреча президентов России, Казахстана, Кыргызстана и Узбекистана. По итогам той встречи 105-я дивизия оставалась в местах прежней дислокации. 
28 мая 1992 года на основании Акта Правительства Республики Узбекистан и директивы Министра обороны Российской Федерации от 11 июня 1992 года 105-я дивизия была передана в состав Вооружённых сил Республики Узбекистан. 
В связи с передачей управления дивизии и большей доли воинских частей 105-й дивизии в состав Вооружённых сил Республики Узбекистан, формирование 111-го и 351-го парашютно-десантных полков было прекращено.
По международной договорённости России и Туркмении, 56-я бригада была передислоцирована в Ставропольский край и далее в посёлок Подгоры под г.Волгодонск Ростовской области.
После вывода бригады с территории республики Туркмения в Иолотани остался сводный парашютно-десантный батальон. Впоследствии он стал 152-м отдельным десантно-штурмовым батальоном (в/ч 20011) Вооружённых сил Туркмении и дислоцировался в г.Иолотань.

## 105-я дивизия в составеВС Узбекистана
В связи с переходом Вооружённых сил Узбекистана на бригадную структуру к 1994 году управление 105-й дивизии было переформировано в управление 2-го армейского корпуса (мобильных сил) Вооружённых сил Республики Узбекистан. На базе 387-го полка была сформирована 4-я воздушно-десантная бригада.
Позже 4-я воздушно-десантная бригада была переформирована в 17-ю десантно-штурмовую бригаду.

## Формирования, ведущие историю от 105-й дивизии
На данный момент формирования, ведущие историю от  105-й гвардейской воздушно-десантной Венской Краснознамённой дивизии, принадлежат шести государствам Бывшего СССР:

Вооружённые силы Узбекистана
- 17-я десантно-штурмовая бригада

Вооружённые силы Казахстана
- 35-я отдельная гвардейская десантно-штурмовая бригада

Вооружённые силы Беларуси
- 38-я отдельная гвардейская мобильная Венская Краснознамённая бригада

Вооружённые силы Украины
- 79-я отдельная аэромобильная бригада

Вооружённые силы Туркмении
- 152-й отдельный десантно-штурмовой батальон

Вооружённые силы России
- 56-я отдельная гвардейская десантно-штурмовая бригада
- 331-й гвардейский парашютно-десантный полк
  - Примечание: Входивший в состав 105-й дивизии 345-й гвардейский парашютно-десантный полк был расформирован в 1998 году.

## Командиры 105-й дивизии
Список командиров 105-й дивизии:
- генерал-майор Денисенко, Михаил Иванович — 3.06.1946—20.07.1946 гг.
- генерал-майор Соколовский, Василий Павлович — 20.07.1946—09.03.1951 гг.
- полковник, с 3.08.1953 генерал-майор Гузенко, Сергей Степанович — 09.03.1951—03.04.1956 гг.
- генерал-майор Симонов, Михаил Егорович — 03.04.1956—01.08.1962 гг.
- генерал-майор Вербовиков, Михаил Еремеевич — 01.08.1962—10.06.1967 гг.
- генерал-майор Калинин, Павел Григорьевич — 10.06.1967—22.12.1969 гг.
- генерал-майор Добровольский, Анатолий Михайлович — 11.12.1969—06.07.1972 гг.
- генерал-майор Колесов, Владлен Серафимович — 06.07.1972—21.04.1975 гг.
- генерал-майор Кузнецов, Юрий Александрович — 21.04.1975—02.08.1977 гг.
- Королев, Павел Васильевич — 1977—1979 гг.
- Борисов, Геннадий Сергеевич — 1991—1992 гг.
- Солуянов, Александр Петрович — 1992—1994 гг.